# Горохово (Тверская область)
Горо́хово — деревня в Калининском районе Тверской области. Относится к Эммаусскому сельскому поселению.
Расположена в 2,5 км от границы Твери, протянувшись между Московским шоссе и берегом Волги. С востока — посёлок Эммаус. За Волгой — деревня Поддубье.
Население по переписи 2002 — 81 человек, 32 мужчины, 49 женщин.
Во время Великой Отечественной войны в декабре 1941 года захват плацдарма и организация переправы Поддубье—Горохово войсками 31-й армии сыграло важную роль в освобождении города Калинина.

«В 3 часа ночи 5 декабря передовые батальоны дивизий первого эшелона 31-й армии устремились по льду на правый берег Волги, чтобы захватить плацдармы в населенных пунктах Перемерки, Горохово, Старо-Семеновское и тем самым обеспечить преодоление водного рубежа главными силами армии. К 10 часам плацдармы у Горохова и Старо-Семеновского были захвачены передовыми батальонами 119-й и 5-й стрелковых дивизий.…Весь день 6 декабря велись упорные бои за переправы через Волгу. С помощью авиации противнику удалось разрушить переправу у Орши, но у Поддубья в ночь с 6 на 7 декабря на захваченный плацдарм были переправлены часть артиллерии РВГК и шесть танков Т-34.»— [militera.lib.ru/memo/russian/sb_na_pravom_flange_moskovskoy_bitvy/04.html На правом фланге Московской битвы]
.
В Горохово — пост ГИБДД на федеральной трассе Москва — Санкт-Петербург М10 (E 105).